# Wu Dajing
Pour les articles homonymes, voir Wu.
Wu Dajing est un patineur de vitesse sur piste courte chinois né le 24 juillet 1994 dans le Heilongjiang.

## Biographie
Il décide de commencer le short-track en regardant Li Jiajun et Yang Yang (A) à la télévision. Il commence l'entraînement en 2002 à Jiamusi. Il considère le nageur américain Michael Phelps comme son modèle.

## Carrière

### Jeux olympiques de Sotchi
Il a remporté la médaille d'argent du 500 mètres puis la médaille de bronze du relais masculin aux Jeux olympiques d'hiver de 2014, à Sotchi.
Aux Championnats du monde 2014, il remporte le 500 mètres. Grâce à ses résultats de la saison, il reçoit la médaille de la jeunesse du 4 mai, la plus haute distinction réservée aux mineurs. La même année, il reçoit une Citation du mérite de première classe de la part de sa province.
Aux Championnats du monde 2015, il remporte le 500 mètres.
Aux Championnats du monde 2016, il remporte le relais aux côtés des Chinois Han Tianyu, Xu Hongzhi, et Shi Jingnan. Il arrive deuxième au 500 mètres.
Aux Championnats du monde 2017, il remporte l'argent au 500 mètres.

### Jeux olympiques de Pyeongchang
La Coupe du monde de 2017, en quatre parties, sert de qualifications aux épreuves de short-track aux Jeux olympiques de 2018. À la première Coupe du monde, en septembre 2017, il arrive quatrième au 500 mètres derrière le Coréen Hwang Dae-Heon. Il remporte la finale B du 1000 mètres, soit la sixième place du classement, devant le Lituanien Roberto Pukitis et l'Américain J.R. Celski. L'équipe de relais remporte la médaille d'argent et il y patine avec Xu Hongzhi, Han Tianyu et Ren Ziwei.
À la deuxième manche de la Coupe du monde, il arrive quatorzième au 1000 mètres. Au relais, l'équipe arrive troisième avec la même composition qu'à la manche précédente. À la troisième manche de la Coupe du monde, à Shanghai, il remporte le 500 mètres devant les Coréens Seo Yi-Ra et Kim Do-kyoum. Il remporte aussi le 1000 mètres. L'équipe de relais, composée de lui, de Han Tianyu, Xu Hongzhi et Chen Dequan, est pénalisée en finale A pour avoir fait tomber l'équipe canadienne et arrive donc quatrième du classement. Il remporte le 500 mètres de la dernière manche de la Coupe du monde, et arrive quatrième du 1000 mètres,.
Aux Jeux olympiques de 2018, il remporte le 500 mètres en battant le record du monde à deux reprises et fait partie de l'équipe médaillée d'argent au relais.

### Jeux olympiques de 2022
Il participe au relais mixte des épreuves de patinage de vitesse sur piste courte aux Jeux olympiques de 2022, où il remporte l'or avec Qu Chunyu, Fan Kexin et Ren Ziwei.